# 太白忍冬
太白忍冬（学名：Lonicera taipeiensis）为忍冬科忍冬属的植物，是中国的特有植物。分布在中国大陆的陕西等地，生长于海拔2,470米至2,800米的地区，多生长在山坡林中，目前尚未由人工引种栽培。